# Kamil Łaszczyk
Kamil Łaszczyk (ur. 20 stycznia 1991 we Wrocławiu) – polski bokser wagi superpiórkowej.

## Kariera bokserska

### Amatorska
Pierwsze kroki w boksie amatorskim stawiał w klubie sportowym Gwardia Wrocław w wieku trzynastu lat. Jego pierwszymi trenerami byli Mariusz Cieślak i Grzegorz Strugała. Sześciokrotny mistrz Polski i wicemistrz Europy. Na Mistrzostwach Polski w Boksie w 2010 roku w Strzegomiu zdobył brązowy medal w wadze koguciej (do 54 kg). Stoczył 117 walk amatorskich, z których 110 wygrał.

### Zawodowa
4 marca 2011 Łaszczyk zadebiutował na zawodowym ringu. W drugiej rundzie pokonał przez techniczny nokaut Amerykanina Emila Brooksa (0-2-0).
Dwa tygodnie później, 17 marca 2011 stoczył kolejną zawodową walkę, w której zwyciężył Luquana Lewisa (0-6-0) przez nokaut w 2 rundzie.
5 listpodada 2011, podczas gali w Uncasville, Polak po trzydziestu sześciu sekundach pierwszej rundy znokautował Amerykanina Chrisa Montoyę Jr. (2-4-0).
12 grudnia 2014, na gali Windoor Boxing Night w Radomiu, Łaszczyk pokonał jednogłośnie na punkty Chorwata Antonio Horvaticia (6-11, 4 KO). Wszyscy trzej sędziowie byli zgodni i punktowali 60:52 dla Polaka.
26 marca 2015, w Hialeah na Florydzie, wygrał przez techniczny nokaut w szóstej rundzie z Meksykaninem Jose Luisem Araizą (31-11-1, 22 KO). Łaszczyk, był dwukrotnie liczony w drugiej rundzie.
14 sierpnia 2015 w Newark pokonał na punkty – 80:70 od trzech sędziów – w ośmiorundowym pojedynku Dominikańczyka, Oscaurisa Friasa (16-1, 6 KO).
28 kwietnia 2019 Łaszczyk powrócił na ring po półtorarocznej przerwie i pokonał jednogłośnie na punkty Rosjanina, Rusłana Berczuka (11-11, 3 KO), na gali w Starachowicach.
23 listopada 2019 na gali MB Boxing Night w Radomiu, wygrał jednogłośnie na punkty z Ukraińcem, Ołeksandrem Jegorowem (20-3-1, 10 KO).
20 czerwca 2020 na gali MB Boxing Night 7 w Arłamowie, pokonał przed czasem w piątej rundzie Piotra Gudela (10-5-1, 1 KO). Było to ich drugie starcie.
Trenerami, promowanego przez Mariusza Kołodzieja z Global Boxing, pięściarza byli: Aroz Gist i Piotr Wilczewski. Od stycznia 2015 po wyjeździe Łaszczyka do Stanów Zjednoczonych, trenerem został James Ali Bashir.
Podczas gali MB Boxing Night 15, która odbyła się 15 kwietnia 2023 w Zgorzelcu miał zmierzyć się z reprezentantem Ghany – Patrickiem Ayi Aryee, jednak ostatecznie do walki nie doszło.
Następnie oczekiwano, że 8 lipca 2023 podczas walki wieczoru gali MB Boxing Night 16 we Wrocławiu, skrzyżuję rękawice ze Słowakiem – Martinem Parlagim (29-5-2). Ostatecznie do tego pojedynku nie dojdzie przez poważne kłopoty zdrowotne Łaszczyka.
31 maja 2024 w Nowym Jorku stoczył pojedynek w wadze superpiórkowej (junior lekkiej). Jego rywalem był Yohan Vasquez. Przegrał ten pojedynek przez techniczny nokaut w 2 rundzie. Była to pierwsza porażka w karierze Wrocławianina.

### Walka w boksie w rękawicach do MMA
W styczniu 2025 roku, organizacja MMA Attack, ogłosiła pojedynek Łaszczyka na potrójnej gali Silesian MMA 20 & MMA Attack 5 & WIP 10 w Będzinie. Jego przeciwnikiem był pięściarz, Kamil Młodziński. Formułą walki był boks w rękawicach do MMA. Łaszczyk przegrał większościową decyzją sędziów. 

## Kariera MMA
3 lutego 2023 Łaszczyk zadebiutował w nowej dla siebie formule walki, jaką były mieszane sztuki walki (MMA). Występ „Szczurka” odbył się na gali Fame 17 w krakowskiej Tauron Arenie. Podczas walki wieczoru tej imprezy zmierzył się z kontrowersyjnym influencerem, Amadeuszem „Ferrarim” Roślikiem. Dwie pierwsze rundy tego starcia sprowadzeniami wygrywał Roślik, jednak ostatecznie na 8 sekund przed końcem trzeciej rundy zwyciężył przez techniczny nokaut Łaszczyk. Do rewanżu zawodników doszło 31 sierpnia 2024 podczas gali Fame 22: Ultimate na warszawskim Stadionie PGE Narodowym. Starcie w każdej z trzech rund zapaśniczą dominacją zwyciężył Roślik, tym samym rewanżując się Łaszczykowi.

## Lista walk

### Boks
| Wynik     | Bilans | Przeciwnik                    | Rozstrzygnięcie | Runda, czas  | Data                 | Miejsce                                                                      | Uwagi                                                                     |
| --------- | ------ | ----------------------------- | --------------- | ------------ | -------------------- | ---------------------------------------------------------------------------- | ------------------------------------------------------------------------- |
| Przegrana | 30-1   | Yohan Vasquez (25-5)          | KO              | 2 (8), 1:15  | 31 maja 2024         | Melrose Ballroom, Queens, Stany Zjednoczone                                  |                                                                           |
| Wygrana   | 30-0   | Kevin Acevedo (21-4-3)        | TKO             | 2 (10), 1:49 | 27 sierpnia 2022     | Studio ATM, Wrocław, Polska                                                  |                                                                           |
| Wygrana   | 29-0   | Ismail Galiatano (10-2-3)     | UD              | 10           | 11 marca 2022        | Obiekt Rekreacyjno Sportowy Rondo, Konin, Polska                             |                                                                           |
| Wygrana   | 28-0   | Piotr Gudel (10-4-1)          | TKO             | 5 (8), 2:59  | 20 czerwca 2020      | Hotel Arłamów, Arłamów, Polska                                               |                                                                           |
| Wygrana   | 27-0   | Ołeksandr Jegorow (20-2-1)    | UD              | 8            | 23 listopada 2019    | Hala MOSiR, Radom, Polska                                                    |                                                                           |
| Wygrana   | 26-0   | Pawło Tryputeń (2-4-1)        | KO              | 3 (6), 2:59  | 28 kwietnia 2019     | Hala OSiR, Dzierżoniów, Polska                                               |                                                                           |
| Wygrana   | 25-0   | Rusłan Bierczuk (11-10)       | UD              | 8            | 28 kwietnia 2019     | Miejska Hala Sportowa, Starachowice, Polska                                  |                                                                           |
| Wygrana   | 24-0   | Andrej Nurczynski (9-21-5)    | UD              | 6            | 10 października 2017 | Lodowisko BOSiR, Białystok, Polska                                           |                                                                           |
| Wygrana   | 23-0   | Piotr Gudel (5-1-1)           | UD              | 6            | 22 października 2016 | Kopalnia Soli, Wieliczka, Polska                                             |                                                                           |
| Wygrana   | 22-0   | Ignac Kassai (20-49-2)        | PTS             | 6            | 9 kwietnia 2016      | Millennium Dome, Londyn, Anglia                                              |                                                                           |
| Wygrana   | 21-0   | Oscauris Frias (16-0)         | UD              | 8            | 14 sierpnia 2015     | Prudential Center, Newark, New Jersey, Stany Zjednoczone                     |                                                                           |
| Wygrana   | 20-0   | Jose Luis Araiza (30-10-1)    | TKO             | 6 (8), 2:59  | 26 marca 2015        | Hialeah Park Race Track, Hialeah, Floryda, Stany Zjednoczone                 |                                                                           |
| Wygrana   | 19-0   | Antonio Horvatić (6-11)       | UD              | 6            | 12 grudnia 2014      | Hala MOSiR, Radom, Polska                                                    |                                                                           |
| Wygrana   | 18-0   | Sergio Romero (7-3-3)         | UD              | 8            | 17 października 2014 | Hala OSiR, Dzierżoniów, Polska                                               |                                                                           |
| Wygrana   | 17-0   | Tuomo Eronen (13-2)           | UD              | 12           | 16 maja 2014         | Hala Sportowa, Ślesin, Polska                                                | Zdobył zwakowany pas WBF, Międzynarodowy Mistrza Polski w wadze piórkowej |
| Wygrana   | 16-0   | Daniel Diaz (20-5-1)          | UD              | 8            | 7 lutego 2014        | UIC Pavilion, Chicago, Illinois, Stany Zjednoczone                           |                                                                           |
| Wygrana   | 15-0   | László Fekete (8-2)           | TKO             | 3 (8), 2:04  | 22 grudnia 2013      | Hala MOSiR, Radom, Polska                                                    |                                                                           |
| Wygrana   | 14-0   | Andrej Isajeu (23-3)          | UD              | 12           | 29 czerwca 2013      | Amfiteatr, Ostróda, Polska                                                   | Obronił pas WBO Inter-Continental w wadze piórkowej                       |
| Wygrana   | 13-0   | Krzysztof Rogowski (5-2)      | UD              | 6            | 20 kwietnia 2013     | Hala Podpromie, Rzeszów, Polska                                              |                                                                           |
| Wygrana   | 12-0   | Krzysztof Cieślak (18-4)      | UD              | 10           | 23 lutego 2013       | Ergo Arena, Gdańsk, Polska                                                   |                                                                           |
| Wygrana   | 11-0   | Antonio Cossu (12-0-1)        | UD              | 12           | 17 listopada 2012    | Hotel Hilton, Warszawa, Polska                                               | Zdobył zwakowany pas WBO Inter-Continental w wadze piórkowej              |
| Wygrana   | 10-0   | Gennadiy Delisandru (19-14-1) | RTD             | 3 (10), 3:00 | 22 października 2012 | Hala Stulecia, Wrocław, Polska                                               | Zdobył zwakowany pas WBC Baltic Silver w wadze piórkowej                  |
| Wygrana   | 9-0    | Mykyta Łukin (12-19-2)        | UD              | 6            | 1 czerwca 2012       | Hala Podpromie, Rzeszów, Polska                                              |                                                                           |
| Wygrana   | 8-0    | Tevin Farmer (4-2-1)          | UD              | 8            | 24 marca 2012        | Resorts Hotel & Casino, Atlantic City, New Jersey, Stany Zjednoczone         | Zdobył zwakowany pas WBO Youth w wadze junior lekkiej                     |
| Wygrana   | 7-0    | Samuel Sanchez (5-3-1)        | UD              | 6            | 28 stycznia 2012     | Fitzgerald’s Casino & Hotel, Tunica, Missisipi, Stany Zjednoczone            |                                                                           |
| Wygrana   | 6-0    | István Pászti (0-1)           | KO              | 1 (4), 1:10  | 3 grudnia 2011       | Hotel Hilton, Warszawa, Polska                                               |                                                                           |
| Wygrana   | 5-0    | Chris Montoya Jr (2-4)        | TKO             | 1 (4), 0:36  | 5 listopada 2011     | Mohegan Sun Casino, Uncasville, Connecticut, Stany Zjednoczone               |                                                                           |
| Wygrana   | 4-0    | Terrance Roy (9-32)           | UD              | 4            | 1 października 2011  | Fitzgerald’s Casino & Hotel, Tunica, Missisipi, Stany Zjednoczone            |                                                                           |
| Wygrana   | 3-0    | Javier Ramos (2-6)            | TKO             | 1 (4), 1:48  | 1 kwietnia 2011      | The Asylum, Filadelfia, Pensylwania, Stany Zjednoczone                       |                                                                           |
| Wygrana   | 2-0    | Luquan Lewis (0-6)            | KO              | 2 (4), 2:17  | 17 marca 2011        | Plattduetsche Park Restaurant, Franklin Square, Nowy Jork, Stany Zjednoczone |                                                                           |
| Wygrana   | 1-0    | Emil Brooks (0-2)             | KO              | 2 (4), 1:25  | 4 marca 2011         | Cordon Bleu, Nowy Jork, Nowy Jork, Stany Zjednoczone                         | Debiut w zawodowym boksie                                                 |

### MMA
| Wynik     | Bilans | Przeciwnik (bilans przed walką) | Rozstrzygnięcie                  | Runda | Czas | Rozgrywki                     | Data       | Miejsce  | Uwagi                                   |
| --------- | ------ | ------------------------------- | -------------------------------- | ----- | ---- | ----------------------------- | ---------- | -------- | --------------------------------------- |
| Przegrana | 1-1    | Amadeusz Roślik (6-5)           | Decyzja (jednogłośna)            | 3     | 3:00 | Fame 22: Ultimate             | 31.08.2024 | Warszawa | Waga półśrednia.                        |
| Wygrana   | 1-0    | Amadeusz Roślik (5-3)           | TKO (ciosy pięściami w parterze) | 3     | 2:52 | Fame 17: Ferrari vs. Łaszczyk | 03.02.2023 | Kraków   | Debiut w wadze półśredniej. Main Event. |

### Boks w rękawicach do MMA
| Wynik     | Bilans | Przeciwnik (bilans przed walką) | Rozstrzygnięcie         | Runda | Czas | Rozgrywki                               | Data       | Miejsce | Uwagi |
| --------- | ------ | ------------------------------- | ----------------------- | ----- | ---- | --------------------------------------- | ---------- | ------- | ----- |
| Przegrana | 0-1    | Kamil Młodziński (0-0)          | Decyzja (większościowa) | 3     | 3:00 | Silesian MMA 20 & MMA Attack 5 & WIP 10 | 01.02.2025 | Będzin  |       |

## Pozycje w rankingach
W listopadzie 2013 awansował na trzecie miejsce w światowym rankingu federacji WBO wagi piórkowej. W kwietniu 2015 awansował na drugie miejsce w rankingu.

## Problemy z prawem
10 grudnia 2014 roku w okolicach Opoczna zatrzymano podróżujących samochodem marki Volkswagen Touran trzech mężczyzn, w wieku 35, 36 i 23 lat. Jak się później okazało byli to pięściarze Mariusz Wach, Kamil Łaszczyk oraz trener Piotr Wilczewski. Podczas przeszukania pojazdu policja zabezpieczyła substancję, co do której zaszło podejrzenie, że jest środkiem odurzającym. Obecnie trwają badania, które ustalą właściwości tej substancji. Noc ze środy na czwartek cała trójka spędziła w areszcie.
W czwartek, 11 grudnia 2014, obaj pięściarze zostali zwolnieni, po złożeniu zeznań. Do prokuratury w Opocznie przewieziono natomiast trenera, który usłyszał zarzut posiadania znacznej ilości metamfetaminy i amunicji. Prokuratura z Opoczna zastosowała wobec niego dozór policyjny oraz poręczenie majątkowe w wysokości 15 tys. zł, ma on status podejrzanego.